# Roy Smith
Roy Smith (født 19. april 1990) er en fodboldspiller fra Costa Rica.

## Costa Ricas fodboldlandshold
| Costa Ricas landshold | Costa Ricas landshold | Costa Ricas landshold |
| År                    | Kmp                   | Mål                   |
| --------------------- | --------------------- | --------------------- |
| 2010                  | 2                     | 0                     |
| Total                 | 2                     | 0                     |